# Silvia Solar
Silvia Solar, pseudonimo di Geneviève Couzain (Parigi, 20 marzo 1940 – Lloret de Mar, 18 maggio 2011), è stata un'attrice francese, maggiormente attiva in Spagna.

## Biografia
Nota anche come Sylvie (o Sylvia) Solar, approda al cinema dopo aver vinto, all'età di 16 anni, un concorso di bellezza a Parigi ed esser stata notata dal produttore e regista Henri Diamant-Berger che la fa debuttare in un suo film, C'est arrivé à 36 chandelles (1957).
All'inizio degli anni sessanta si trasferisce in Spagna, modifica il suo nome d'arte in Silvia Solar e continua la carriera del cinema. Partecipa a pellicole di stampo internazionale come Madame Sans-Gêne (1961) di Christian-Jaque e a svariate commedie fra cui quelle in co-produzione con l'Italia con protagonisti Franco Franchi e Ciccio Ingrassia (I due mafiosi - 1964 e I due toreri - 1965, dirette da Giorgio Simonelli), trovando in seguito visibilità anche in film come Il sentiero dell'oro (1965) di Sidney W. Pink e Gli eroi del West (1963) di Steno.
Dagli anni settanta partecipa attivamente al filone dell'horror iberico, con titoli a volte poco brillanti (Las ratas no duermen de noche - 1973 di Juan Fortuny o La perversa caricia de Satán - 1975 di Jordi Gigó, La casa delle bambole crudeli - 1975 di Pierre Chevalier, Il licantropo e lo yeti - 1975 di Miguel Iglesias e Terreur cannibale - 1981 di Alain Deruelle), non disprezzando di apparire anche senza veli in film dall'erotismo esplicito come Trampa sexual (1978) e Viciosas al desnudo (1980), entrambi diretti da Manuel Esteba.
Decide di ritirarsi dalle scene nei primi anni novanta.
Silvia Solar muore nel 2011 all'età di 71 anni.

## Filmografia

### Cinema
- C'est arrivé à 36 chandelles (1957) (con il nome Sylvie Solar)
- Omicidio a pagamento (Comme un cheveu sur la soupe), regia di Maurice Regamey (1957) (non accreditata)
- Z 6 chiama base (1958)
- Los clarines del miedo (1958)
- El emigrante (1960)
- Un napoletano d'America (1961)
- Despedida de soltero (1961) (con il nome Silvia Soler)
- Madame Sans-Gêne, regia di Christian-Jaque (1961)
- Vampiresas 1930, regia di Jesús Franco (1962)
- Tela de araña (1963)
- El precio de un asesino (1963)
- Operación: Embajada (1963)
- La verbena de la Paloma (1963)
- I cavalieri della vendetta (Llanto por un bandido), regia di Carlos Saura (1963)
- I due mafiosi, regia di Giorgio Simonelli (1964)
- Relevo para un pistolero (1964)
- Vivir un largo invierno (1964)
- El castillo de los monstruos (1964)
- I due violenti (1964)
- La tumba del pistolero (1964)
- I due toreri (1965)
- Sie nannten ihn Gringo (1965)
- Il sentiero dell'oro (1965)
- Gli eroi del West (1965)
- Se sparo... ti uccido (1965)
- Quella sporca storia di Joe Cilento (1965) (con il nome Silvie Solar)
- MMM 83 - Missione morte molo 83, regia di Sergio Bergonzelli (1966)
- L'homme de l'Interpol (1966) (con il nome Sylvia Solar)
- Pas de panique (1966) (con il nome Sylvia Solar)
- Agente Sigma 3 - Missione Goldwather (1967)
- Il raggio infernale, regia di Gianfranco Baldanello (1967) (con il nome Sylvia Solar)
- La piel quemada (1967)
- Moresque: obiettivo allucinante (1967)
- Si muore solo una volta, regia di Giancarlo Romitelli (1967)
- Muori lentamente... te la godi di più (1967)
- Gentleman Jo... uccidi, regia di Giorgio Stegani (1967)
- Sharon vestida de rojo (1968)
- Il più grande colpo della malavita americana (1968)
- Agáchate, que disparan (1969)
- La lola, dicen que no vive sola (1970)
- La redada (1971)
- La liga no es cosa de hombres (1972)
- Horror Story (1972)
- Las juergas de 'El Señorito' (1973)
- Busco tonta para fin de semana (1973)
- Aborto criminal (1973)
- Les enjambées (1974) (con il nome Sylvie Solar)
- La pornoninfomane (1974)
- Le calde labbra del carnefice (1974)
- La casa delle bambole crudeli (1974)
- Las correrías del Vizconde Arnau (1974)
- Chicas de alquiler (1974)
- Relación matrimonial y otras cosas (1975)
- La perversa caricia de Satán (1975)
- Guapa, rica y... especial (1975)
- Il licantropo e lo yeti (1975)
- Gatti rossi in un labirinto di vetro (1975)
- Las ratas no duermen de noche (1976) (con il nome Sylvia Solar)
- La nueva Marilyn (1976)
- Mauricio, mon amour (1976)
- Las alegres chicas de 'El Molino' (1977)
- Las marginadas (1977)
- La máscara (1977)
- ¿Y ahora qué, señor fiscal? (1977)
- Los violadores del amanecer (1978)
- Trampa sexual (1978)
- Las que empiezan a los quince años (1978)
- Viciosas al desnudo (1980)
- Barcelona sur (1981)
- La dea cannibale (1981) (con il nome Sylvia Solar)
- Un millón por tu historia (1981)
- Los embarazados (1982)
- Esas chicas tan pu... (1982)
- Los locos, locos carrozas (1984)
- Las alegres chicas de Colsada (1984)
- Últimas tardes con Teresa (1984)
- Más allá de la muerte (1986)
- Crónica sentimental en rojo (1986)
- Adela (1987)
- Sinatra (1988)
- Makinavaja - 'El último choriso' (1992)

### TV
- Estudio 3 (Serie TV - 1 episodio, 1963)
  - Lo mejor de lo mejor (1963)
- Malican père et fils (Serie TV - 1 episodio, 1967)
  - Mise en scène (1967) (con il nome Sylvie Solar)